# Американська нумізматична асоціація
Американська нумізматична асоціація (англ. The American Numismatic Association, (АНА)) — асоціація нумізматів, що діє в м. Колорадо-Спрингс, США. Заснована доктором Джорджем Гізом (George F. Heath) У Чикаго. Метою діяльності АНА є просування нумізматики як науки та діяльність у сфері освіти, а також поширення інтересу до нумізматики як хобі.
Національна штаб-квартира та музей АНА розташовані у Колорадо-Спрингс, Колорадо. Членами АНА є понад 25 тисяч людей, членство у організації можна набути на різний термін (один, три, п'ять років або довічно) за внесок у $800-$1,200 доларів США, залежно від того, чи претендент на членство хоче отримувати журнал асоціації у електронній версії, чи у друкованій.
1912 року АНА за свою діяльність у сфері нумізматики АНА отримала хартію від Конгресу США.
Офіційний журнал асоціації — місячник «Numismatist», головним редактором якого є Барбара Ґреґорі. Багато статей до журналу пишуть члени асоціації.

## Музей грошей
У Колорадо також знаходиться Музей грошей АНА, у якому зберігається понад 250,000 артефактів, що представляють історію нумізматики від винайдення перших грошей до сучасності. Тут також знаходиться колекція золотих монет, пробних монет та банкнот США, зібрана Гаррі Бассом. У музеї відбуваються виставки з історії грошей, мистецтва, археології, банківської справи, економіки та колекціонування монет.